# Fofinha
Ana Paula Lopes Ferreira (Porto Alegre, 17 de junho de 1980) é uma voleibolista indoor brasileira com experiência em clubes nacionais e internacionais e que traz em medalhas importantes em todas as categorias de base da seleção brasileira: na categoria infanto-juvenil foi prata no sul-americano de 1996 e campeã mundial de 1997; na categoria juvenil foi campeã sul-americana em 1998 e vice-campeã mundial de 1999.

## Carreira
Fofinha já na categoria infanto-juvenil era convocada para seleção brasileira e disputou sua primeira competição internacional no campeonato sul-americano de 1996 no Uruguai quando conquistou a medalha de prata nesta competição.Defendeu a equipe do BCN/Osasco na temporada 1996-97, sendo campeã paulista de 1997 e terceiro lugar na Superliga e foi convocada para seleção paulista juvenil sediado em Guaratuba e conquistou o título do Campeonato Brasileiro de Seleções.
Disputou o Mundial Infanto-Juvenil de 1997 na Tailândia pela seleção brasileira, conquistando seu primeiro título internacional .Na temporada seguinte terminou na sétima posição da Superliga.Em 1998 sagrou-se bicampeã do Campeonato Brasileiro de Seleções realizado em Belo Horizonte também na categoria juvenil. Na categoria juvenil atuou pela seleção brasileira e foi ouro no sul-americano de 1998 realizado na Argentina qualificando-se para o mundial. E pelo BCN na edição 1998-99 da Superliga terminou na quinta posição.
Disputou o Mundial Juvenil de 1999 no Canadá pela seleção brasileira e foi vice-campeã. Na edição da Superliga 1999-00 terminou no terceiro lugar, defendendo ainda o BCN foi campeã da Copa Brasil de Clubes em 1999. Em 2000 obteve o título da Taça Premium, foi quinto lugar na Superliga 2000-01, obteve o bicampeonato paulista nos anos 2001 e 2002, bicampeã do Salonpas Cup nestes mesmos anos. Chegou a sua primeira final de Superliga na edição 2001-02, sendo vice-campeã. Em 2002 também foi campeã do Grand Prix Brasil de Vôlei e na Superliga 2002-03, Fofinha chegou a sua segunda final consecutiva e desta vez foi campeã pela primeira vez.
Após longos anos na equipe de Osasco, foi contratada para atuar no ACF/Campos na qual foi campeã carioca de 2003 e na Superliga terminou no sexto lugar e campeã intermunicipal de 2004 e vice-campeã carioca.Ainda nesta equipe, utilizando o nome de Oi/ Campos, terminou em terceiro lugar na Superliga 2004-05.
Em 2005 passa a defender o Oi/Macaé Sports e durante a disputa do Salonpas Cup de 2006 foi eleita melhor jogadora da competição, despertou interesse do clube japonês Hisamitsu Springs com superliga em andamento e nesta competição foi terceira colocada, mesma colocação da Superliga 2005-06, conquistou dois vice-campeonatos estaduais e título do Torneio Cidade de Brasília.
Transferiu-se para o voleibol japonês para defender o Hisamitsu Springs nas competições de 2006-07 e foi campeã do Campeonato Japones nessa temporada.Rapidamente retornou ao Brasil e disputou edição da Copa São Paulo de 2007 pela equipe Pinheiros/Blue Life[carece de fontes?].
Transferiu-se para o voleibol italiano para atuar na equipe Lines Ecocapitanata Altamura terminando na nona posição do Liga A1 Italiana da temporada 2007-08 e primeira colocada na primeira fase da Copa A1 da Itália, mas sofre eliminação nas oitavas de final.
Voltou a jogar no voleibol japonês, desta vez defendeu a equipe NEC Red Rockets, onde conquistou na temporada 2008-09 o terceiro lugar no campeonato japonês. Retornou ao Brasil apenas para disputar o Campeonato Paulista de 2009[carece de fontes?]pela equipe do Osasco Voleibol Clube.Voltou ao clube japonês e conquistou a quinta posição na edição 2009-10 campeonato japonês.
Fofinha resolve se transferir na temporada 2010-11 para o voleibol russo, onde defendeu o Dínamo Krasnodar na final da Copa da Rússia de 2010, mas se tornou vice-campeã, mesmo posto obtido na edição 2010-11 da Copa CEV e na Liga Russa terminou na terceira posição.Na jornada 2011-12 voltou a jogar no Hisamitsu Springs e obteve o vice-campeonato japonês e ouro na Copa da Imperatriz do Japão e no Festival Nacional de Esportes do Japão ambos em 2012.
Na temporada 2012-13 foi contrata pelo clube Fakel/Novyj Urengoj. Fofinha está na segunda temporada por este clube russo, disputando as competições 2013-14.

## Clubes
| Clube                        | País      | De   | Até  |
| BCN/Osasco                   | Brasil    | 1997 | 2003 |
| ACF/Campos                   | Brasil    | 2003 | 2004 |
| Oi/Campos                    | Brasil    | 2004 | 2005 |
| Oi/Macaé Sports              | Brasil    | 2005 | 2006 |
| Hisamitsu Springs            | Japão     | 2006 | 2007 |
| Pinheiros/Blue Life          | Brasil    | 2007 | 2007 |
| Lines Ecocapitanata Altamura | Itália    | 2007 | 2008 |
| NEC Red Rockets              | Japão     | 2008 | 2009 |
| Osasco Voleibol Clube        | Brasil    | 2009 | 2009 |
| NEC Red Rockets              | Japão     | 2009 | 2010 |
| Dínamo Krasnodar             | Rússia    | 2010 | 2011 |
| Hisamitsu Springs            | Japão     | 2011 | 2012 |
| Fakel/Novyj Urengoj          | Rússia    | 2012 | 2014 |
| Sarıyer Belediyesi           | Turquia   | 2014 |      |
| Jakarta Popsivo PGN          | Indonésia | 2014 | 2015 |

.

## Títulos e Resultados
- 1996-97- Campeã da Superliga Brasileira-Série A[1][2]
- 1997- Campeã do Campeonato Paulista[1]
- 1997- Campeã do Campeonato Brasileiro de Seleções (Juvenil)[1][3]
- 1997-98- 7º Lugar da Superliga Brasileira-Série A[1][2]
- 1998- Campeã do Campeonato Brasileiro de Seleções (Juvenil)[1][3]
- 1998-99- 5º Lugar da Superliga Brasileira-Série A[1][2]
- 1999- Campeã da Copa Brasil de Clubes[1]
- 1999-00- 3º Lugar da Superliga Brasileira-Série A[1][2]
- 2000-Campeã da Taça Premium[1]
- 2000-01- 5º Lugar da Superliga Brasileira-Série A[1][2]
- 2001- Campeã do Campeonato Paulista[1]
- 2001- Campeã do Salonpas Cup[1]
- 2001-02- Vice-campeã da Superliga Brasileira-Série A[1][2]
- 2002- Campeã do Campeonato Paulista[1]
- 2002- Campeã do Salonpas Cup [1]
- 2002-Campeã do Grand Prix Brasil de Vôlei[1]
- 2002-03- Campeã da Superliga Brasileira-Série A[1][2]
- 2003- Campeã do Campeonato Carioca[1]
- 2003-04- 6º Lugar da Superliga Brasileira-Série A[1][2]
- 2004- Campeã do Intermunicipal do Rio de Janeiro[1]
- 2004- Vice-campeã do Campeonato Carioca[1]
- 2004-05- 3º Lugar da Superliga Brasileira-Série A[1][2]
- 2005-06- 3º Lugar da Superliga Brasileira-Série A[5]
- 2005-06- Campeã do Torneio Cidade de Brasília[5]
- 2006- 3º Lugar da Salonpas Cup[5]
- 2005- Vice-campeã do Campeonato Carioca[5]
- 2006- Vice-campeã do Campeonato Carioca[5]
- 2006-07-Campeã da Campeonato Japones
- 2007- Campeã da Copa São Paulo[carece de fontes?]
- 2007-08-9º Lugar da Liga A1 Italiana[6]
- 2008-09-3º Lugar do Campeonato Japones
- 2009- Vice-campeã do Campeonato Paulista
- 2009-10-5º Lugar do Campeonato Japones
- 2010- Vice-campeã da Copa da Rússia
- 2010-11- Vice-campeã da Copa CEV
- 2010-11- 3º Lugar da Liga Russa
- 2011-12- Vice-campeã do Campeonato Japones
- 2012-Campeã da Copa Imperatriz do Japão
- 2012-Campeã da Festival Nacional de Esportes do Japão

## Premiações Individuais
- 1998 – MVP do Campeonato Sul-Americano Juvenil[carece de fontes?]
- 2006 – MVP do Salonpas Cup[5]

## Ligações Externas
- Lega Volley Femminile -Ana Paula Lopes